# Raffaello Petrucci
Raffaello Petrucci (Siena, 1476 - Roma, 11 de dezembro de 1522) foi um cardeal do século XVII.

## Biografia
Nasceu em Siena em 1472. De família patrícia. Terceiro dos sete filhos de Giacoppo Petrucci. Primo do Cardeal Alfonso Petrucci (1511).
Cânon do capítulo metropolitano de Siena, ca. 1497. Protonotário apostólico.
Eleito bispo de Grosseto em 4 de agosto de 1497; constituído administrador até atingir a idade canônica de 27 anos; ocupou a sé até sua morte. Consagrado (nenhuma informação encontrada). Moderador da República de Siena, 1512-1522. Teve dois filhos naturais. Prefeito do Castelo Sant'Angelo , Roma, 12 de março de 1513 até março de 1516.
Criado cardeal sacerdote no consistório de 1º de julho de 1517; recebeu o chapéu vermelho e o título de Susana, em 26 de dezembro de 1517. Administrador da Sé de Bertinoro, de 14 de março de 1519 a 14 de março de 1520. Abade comendador de S. Galgano. Nomeado bispo de Sovana em 6 de fevereiro de 1520; ocupou a sé até sua morte. Participou do conclave de 1521-1522 , que elegeu o Papa Adriano VI. Recebeu, juntamente com os cardeais Giulio de' Medici, Silvio Passerini, Niccolò Ridolfi e Giovanni Piccolomini, o novo Papa Adriano VI na sua chegada à Itália, no porto de Livorno.
Morreu em Roma em 11 de dezembro de 1522. Enterrado na igreja dominicana de Siena